# C'est ici que je vis
Pour plus de détails, voir Fiche technique et Distribution.
C'est ici que je vis (Petit indi) est un film espagnol réalisé par Marc Recha et sorti en 2010.

## Fiche technique
- Titre : C'est ici que je vis
- Titre original : Petit indi
- Réalisation : Marc Recha
- Scénario : Nadine Lamari et Marc Recha
- Photographie : Hélène Louvart
- Montage : Nelly Quettier
- Son : Dani Fontrodona
- Musique : Pau Recha
- Sociétés de production : Noodles Production - Parralamps Companyia Cinematographica - Arte France Cinéma - Canal+ España
- Pays de production :  Espagne et  France
- Distribution (France) : Ad Vitam Distribution
- Durée : 92 minutes
- Date de sortie : France - 10 février 2010

## Distribution
- Marc Soto
- Eulalia Ramón
- Sergi López
- Eduardo Noriega